# Ludwig Taschenmaker
Ludwig Taschenmaker († 14. September 1536 in Lübeck) war ein Lübecker Bürgermeister der Wullenwever-Zeit.

## Leben
Taschenmaker gehörte dem im Zuge der Bürgerlichen Unruhen in Lübeck 1531 entstandenen 64er Ausschuss an und war ausgewiesener Anhänger von dessen Sprecher Jürgen Wullenwever. 1532 war Taschenmaker an den Verhandlungen beteiligt, die in Braunschweig mit weiteren Mitgliedern des Schmalkaldischen Bundes geführt wurden, um diese für den Krieg gegen König Christian II. von Dänemark zu gewinnen. Taschenmaker wurde bei der zweiten durch Wullenwever veranlassten Ergänzung der Lübecker Rats im Februar 1533 von den Ausschüssen zum Ratsherrn gewählt und unmittelbar anschließend gemeinsam mit Wullenwever auch zu einem der Bürgermeister der Stadt ernannt. Im Juni 1535 nahm er an den Friedensverhandlungen in Hamburg teil und trat im August 1535 mit den anderen neuen Ratsmitgliedern der Wullenwever-Zeit aus dem Rat wieder aus.
Jürgen Wullenwever hatte ihn in den peinlichen Verhören durch Herzog Heinrich II. von Braunschweig-Wolfenbüttel belastet, so dass er im März 1536 vom Lübecker Rat in Haft genommen wurde. Die Haft wurde nach einem Monat in Hausarrest umgewandelt, aus dem er am 20. August 1536 entlassen wurde. Er starb drei Wochen später.
Taschenmaker bewohnte in Lübeck das Haus Hüxstraße 42. In der Petrikirche befand sich noch 1840 ein von ihm und seiner Ehefrau gestifteter Marienaltar.